# Marco Huck
Marco Huck, właśc. Muamer Hukić (ur. 11 listopada 1984 w Ugao) – niemiecki bokser pochodzenia bośniackiego, zawodowy mistrz świata organizacji IBO w wadze junior ciężkiej (do 200 funtów) oraz były zawodowy mistrz świata organizacji WBO w wadze junior ciężkiej (do 200 funtów). Pokonał 11 zawodników o tytuł mistrza świata.

## Życiorys
W młodości trenował kick-boxing. Był amatorskim mistrzem Europy (2002) i świata (2003) WAKO w formule full contact (kat. 86 kg).
Karierę bokserską rozpoczął w listopadzie 2004. W grudniu 2006, w swoim siedemnastym pojedynku, zdobył tytuł zawodowego mistrza Unii Europejskiej w kategorii junior ciężkiej, pokonując Pietro Aurino. W 2. rundzie Aurino uderzył Hucka głową (Huck odpowiedział zaś kopnięciem przeciwnika kolanem w okolice głowy), za co sędzia ukarał - jedynie Aurino - odjęciem dwóch punktów. Aurino w reakcji na decyzję sędziego na kilka sekund opuścił ring, w wyniku czego został zdyskwalifikowany. W styczniu 2007 Huck obronił swój tytuł, pokonując na punkty Ismaila Abdoula. 26 maja tego samego roku w pojedynku eliminacyjnym IBF pokonał decyzją większości sędziów na punkty Wadima Tokariewa.
29 grudnia 2007 zmierzył się ze Steve'em Cunninghamem. Stawką pojedynku był tytuł mistrza świata IBF, będący w posiadaniu Amerykanina. Po zaciętym pojedynku wygrał Cunningham przez techniczny nokaut w ostatniej, 12. rundzie po tym, jak trener Niemca poddał go, rzucając ręcznik na ring.
W kwietniu i maju 2008 Huck pokonał przed czasem dwóch słabszych pięściarzy, a następnie 20 września tego samego roku zdobył tytuł zawodowego mistrza Europy w kategorii junior ciężkiej, zwyciężając przez techniczny nokaut w 12. rundzie Jeana Marca Monrose'a. Tytuł ten obronił trzykrotnie: w październiku 2008 pokonał już w 2. rundzie Fabio Tuiacha, w styczniu następnego roku zwyciężył przez techniczny nokaut w 3. rundzie Geoffreya Battelo, a niecałe pięć miesięcy później, także przez techniczny nokaut, tym razem w 5. rundzie, pokonał Witalija Rusala.
29 sierpnia 2009 zmierzył się z Victorem Emilio Ramírezem, ówczesnym mistrzem świata federacji WBO. Stawką pojedynku był pas mistrzowski WBO. Huck po bardzo zaciętym pojedynku wygrał jednogłośnie na punkty.
5 grudnia tego samego roku w pierwszej obronie tytułu pokonał jednogłośnie na punkty Ola Afolabiego w stosunku 115–113, 116–112 i 115–113. 13 marca 2010 znokautował w 3. rundzie Adama Richardsa. 1 maja 2010 pokonał przez techniczny nokaut w 9. rundzie Briana Minto, który zmienił kategorię wagową z ciężkiej na junior ciężką, aby móc walczyć o pas mistrzowski WBO. Minto dwukrotnie był liczony – w 3. i 5. rundzie. 14 lipca Huck został uhonorowany diamentowym pierścieniem za pięć kolejnych obron pasa mistrzowskiego, a trzy dni później po raz siódmy skutecznie obronił pas, nokautując w 10. rundzie byłego mistrza federacji WBA w wadze półciężkiej Hugo Garaya. 25 lutego 2012 przeszedł do kategorii ciężkiej, by zmierzyć się z mistrzem federacji WBA Aleksandrem Powietkinem, któremu uległ decyzją sędziów dwa do remisu.
14 sierpnia 2015 w Newark stracił tytuł na rzecz Krzysztofa Głowackiego, przegrywając walkę w obronie mistrzostwa świata WBO przez nokaut w 11. rundzie.
27 lutego 2016 w Halle pokonał przez techniczny nokaut w 10. rundzie Ola Afolabiego, tym samym został nowym mistrzem świata organizacji IBO.
2 kwietnia 2017 roku stanął przed szansą wywalczenia tytułu mistrza świata federacji WBC, jednak przegrał jednogłośnie na punkty walkę z Łotyszem Mairisem Briedisem (21-0, 18 KO).
9 września 2017 roku stoczył walkę w prestiżowym turnieju World Boxing Super Series, mając za rywala czempiona federacji WBO, Aleksandra Usyka (12-0, 10 KO). Przegrał przez TKO w 10 rundzie i odpadł z imprezy na etapie ćwierćfinału.
16 czerwca 2018 w Monachium udanie powrócił na ring po dwóch kolejnych porażkach, wygrywając przed czasem w czwartej rundzie z Yakupem Saglamem (40-5, 37 KO).
Po przejściu na zawodowstwo był trenowany przez Ulliego Wegnera, od 2010 roku był prowadzony przez Fritza Sdunka.